# Amina Belouizdad
Pour les articles homonymes, voir Belouizdad (homonymie).
Amina Belouizdad, née Rabia Ali-Chérif le 7 mars 1931 à Alger et décédée le 29 septembre 2015 à Alger, est une journaliste algérienne. Elle est la première présentatrice de la télévision algérienne.
Le 28 octobre 1962 à 18 h 0, elle eut la mission d’annoncer, depuis le 21 boulevard des Martyrs, la naissance de la Radiodiffusion Télévision Algérienne (RTA) qui a remplacé la Radiodiffusion-télévision française (RTF).

## Biographie
Amina Belouizdad est née en 1931 à Belcourt (maintenant Belouizdad), un quartier populaire d'Alger.
Son père Tahar Ali-Chérif est né à la Casbah d'Alger où son père El Hadj Khider originaire de la Zaouia des Issahnounene (Wilaya de Tizi-Ouzou) s’était installé avant la fin du XIXe siècle pour enseigner le Coran. Tahar Ali-Cherif, parfait trilingue (arabe, kabyle, français), avait fonction d'oukil judiciaire (défenseur en droit musulman) et s’était voué à l’écriture et au jeu théâtral en arabe classique. Il était aussi membre fondateur de l’École de musique andalouse El Mossiliah et cadre dirigeant du Mouloudia Club d'Alger.
Maghnia Abed, mère de Amina Belouizdad, née à Chlef, était la cousine germaine du père de Hassiba Ben Bouali, elle-même martyre de la Révolution et Belcourtoise d’adoption.
Amina Belouizdad épousa en 1947, à Belcourt, Belouizdad Mohamed, cousin du militant nationaliste dont le quartier est éponyme. Elle a eu trois garçons, qu'elle a menés jusqu'au niveau universitaire.
Au début de la révolution algérienne, elle se dévoua au soutien des épouses de militants emprisonnés en organisant des collectes dans son nouveau quartier, la Cité des PTT à Hydra. En 1958, elle entra comme présentatrice bilingue à la RTF. Elle profita alors de sa notoriété pour faire, au volant de sa voiture, traverser les barrages militaires aux militants recherchés qui, avec la complicité de son mari, séjournaient à leur domicile avant de rejoindre le maquis. Parmi ces militants figure Chérif El Hachemi qui était son jeune collègue à la RTF.
Amina Belouizdad est décédée le 29 septembre 2015 à l'âge de 84 ans à la suite d'un accident vasculaire cérébral,. Elle a été inhumée avec les hommages de la République, au cimetière Sidi M'hamed dans son quartier natal. Sa dernière demeure se situe entre celles de ses parents, le nationaliste Mohamed Belouizdad et la chahida Hassiba Ben Bouali.

## Références

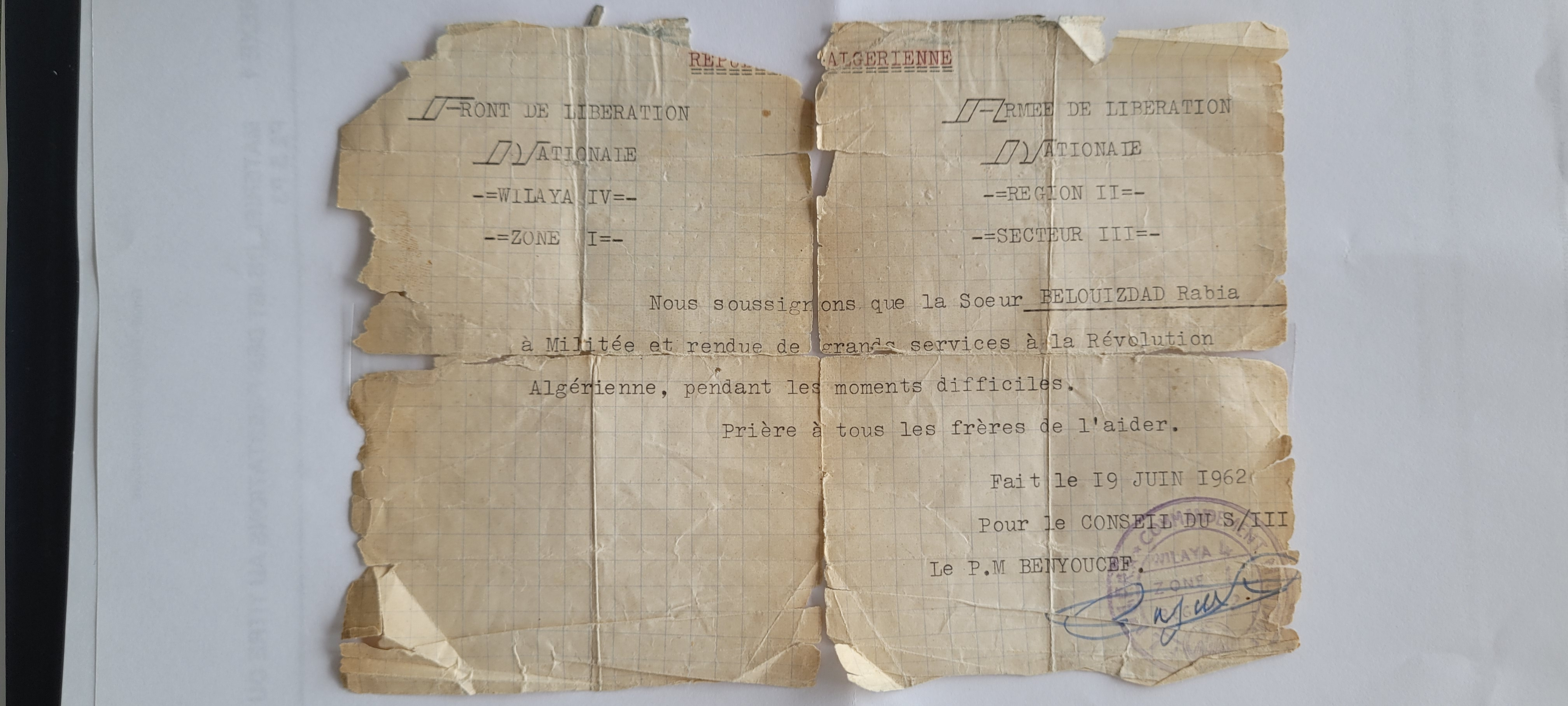